# اشک‌های ببر سیاه
اشک‌های ببر سیاه (تایلندی: ฟ้าทะลายโจร) یک فیلم اکشن تایلندی است که در سال ۲۰۰۰ منتشر شد.
این فیلم برای بخش مسابقهٔ جشنواره فیلم کن ۲۰۰۱ انتخاب شد و مورد ستایش منتقدان قرار گرفت. این فیلم همچنین برندهٔ «جایزهٔ اژدها و ببر» بابت «بهترین کارگردان جدید» در جشنواره فیلم ونکوور گردید.